# Ellen Jansø
Ellen Jansø, född 2 juli 1906, död 30 december 1981, var en dansk skådespelare.
Jansø inledde sin karriär som dansare, och debuterade 1926 på Apolloteatret i Köpenhamn. 1932 utsågs hon till "årets fynd" av tidningen Dagbladet BT. Hon fick sedan mindre roller i olika lustspel och ljudfilmer, innan hon 1934 slog igenom i Hun elsker mig ikke på Nørrebros Teater. Hon spelade under 1930-talet revy för Ludvig Brandstrup på Phønix-teatret, och uppträdde i lustspel, operetter och revyer på flera andra teatrar. Efter 1945 spelade hon bland annat i Ib Schønbergs revyer. Hon drog sig tillbaka från scenen 1960.
Jansø medverkade även i flera filmer, däribland den svenska Greve Svensson, där hon spelar en kvinnlig polis.

## Filmografi
Enligt Internet Movie Database:
- 1933 – Københavnere
- 1934 – Ud i den kolde sne
- 1934 – København, Kalundborg og - ?
- 1934 – Barken Margrethe
- 1935 – Week-end
- 1936 – Panserbasse
- 1937 – Inkognito
- 1937 – Flådens blå matroser
- 1940 – Familien Olsen
- 1940 – Sommerglæder
- 1951 – Bag de røde porte
- 1951 – Greve Svensson